# Need for Speed Unbound
Need for Speed Unbound — відеогра в жанрі перегонів, розроблена Criterion Games і видана Electronic Arts. Вона є двадцять п'ятою основною частиною в серії Need for Speed і наступницею Heat (2019). Сюжетна історія розгортається у вигаданому місті Лейкшор і оповідає про вуличного гонщика, якого контролює гравець. Розробка Unbound почалася приблизно у 2020 році. Гра стала першим проєктом майже за десятиліття, над яким Criterion працювала як провідний розробник. Студія створила дизайн, в якому поєднала елементи сел-шейдінгу та стріт-арту з фотореалістичним художнім стилем серії. Criterion використала ігровий рушій Frostbite для розробки Unbound. Музичний продюсер Brodinski написав оригінальний саундтрек до гри.
Need for Speed Unbound була випущена для PlayStation 5, Windows та Xbox Series X/S у грудні 2022 року. Вона отримала загалом схвальні відгуки критиків, які похвалили художній дизайн, тоді як деякі з них назвали Unbound найкращою грою Need for Speed за довгий час; вони неоднозначно поставилися до певних аспектів ігрового процесу та сюжету, і розкритикували багатокористувацький режим.

## Ігровий процес

Інтерфейс, що показує мітку події та відстань до неї, мінімапу, показники Система оксиду азоту та спідометр, а також деяку супутню інформацію.

Need for Speed Unbound є відеогрою в жанрі перегонів, дії якої відбуваються у відкритому місті Лейкшор, що ґрунтується на Чикаго. Гравець контролює вуличного гонщика, зовнішність якого можна налаштовувати, включно зі статтю та одягом. Під час проходження гравці змагаються в різних перегонах, щоби просуватися сюжетною кампанією, використовуючи тюнінговані автомобілі, яких загалом налічується майже 150. Гравці можуть купувати машини та компоненти для поліпшення їх характеристик за внутрішньоігрову валюту, яку одержують під час виконання ігрових активностей; доступ до машин також відкривається в міру проходження.
Тюнінг має численні опції налаштування, які відповідають за візуальні та механічні аспекти транспортних засобів. Гравці можуть налаштувати аркадну техніку водіння, що розділена на кілька категорій — хватка (англ. grip), дрифт і нейтральна — та вибирати стилізовані «теги» (англ. tags), які являють собою ефекти водіння, що з'являються на екрані під час виконання певних дій. Кожен автомобіль обладнаний системою оксиду азоту, активація якої збільшує швидкість на короткий час; її показник заповнюється, коли гравець уникає близьких зіткнень, перебуває в повітрі або позаду суперника, і під час виконання дрифту. На додаток до цього гравцям доступний «Вибух азоту» (англ. Burst Nitrous), який є ефективнішим за звичайне прискорення, але діє менший час, і має власний показник.
У грі реалізована система денних та нічних подій з Need for Speed Heat, а деякі перегони мають вступний внесок, включно з кваліфікаційними заїздами, які відбуваються наприкінці кожного із чотирьох внутрішньоігрових тижнів. Якщо гравець має недостатньо потужну машину та не в змозі зробити вступний внесок, він може перезапустити ігровий процес на день перед початком заїздів зі збереженням прогресу. Крім цього гравці мають можливість перезапускати внутрішньоігровий день певну кількість разів, що залежить він обраної складності. Крім участі в перегонах гравці можуть збирати колекційні предмети та виконувати випробування в Лейкшорі, включно з режимом «Захоплення» (англ. Takeover), метою якого є виконання таких дій, як дрифт, збиття різноманітних об'єктів тощо. Гравці відстежують доступні ігрові активності через мапу.
Як і в попередніх частинах серії Need for Speed, ігровий процес Unbound передбачає наявність поліції, яка використовує транспортні засоби й тактику, щоби зупинити машину гравця та заарештувати його; гравці можуть уникати поліції за допомогою сканера та мінімапи. Гра має систему, що відповідає за рівень популярності серед поліції, яка також була присутня в Heat. З підвищенням цього рівня, що відбувається після кожної події та переслідування, поліція застосовуватиме жорсткіші заходи та кращі транспортні засоби для протидії гравцям; рівень популярності скидається з настанням нової внутрішньоігрової доби. Якщо поліцейське перехоплення завершується успіхом, гравець втрачає всі гроші, зароблені за добу. Нічні перегони дають більшу кількість призових грошей, але потребують певного рівня популярності серед поліції та значніших внесків.
На додаток до однокористувацького офлайн-режиму, де штучний інтелект контролює суперників та поліцейських, Unbound містить багатокористувацький режим, у якому гравець їздить Лейкшором разом із 15 іншими гравцями і мають можливість створити власні перегони або приєднатися до вже наявних подій. У багатокористувацькому режимі поліція відсутня, а його прогрес не пов'язаний із сюжетною кампанією.

## Розробка й випуск

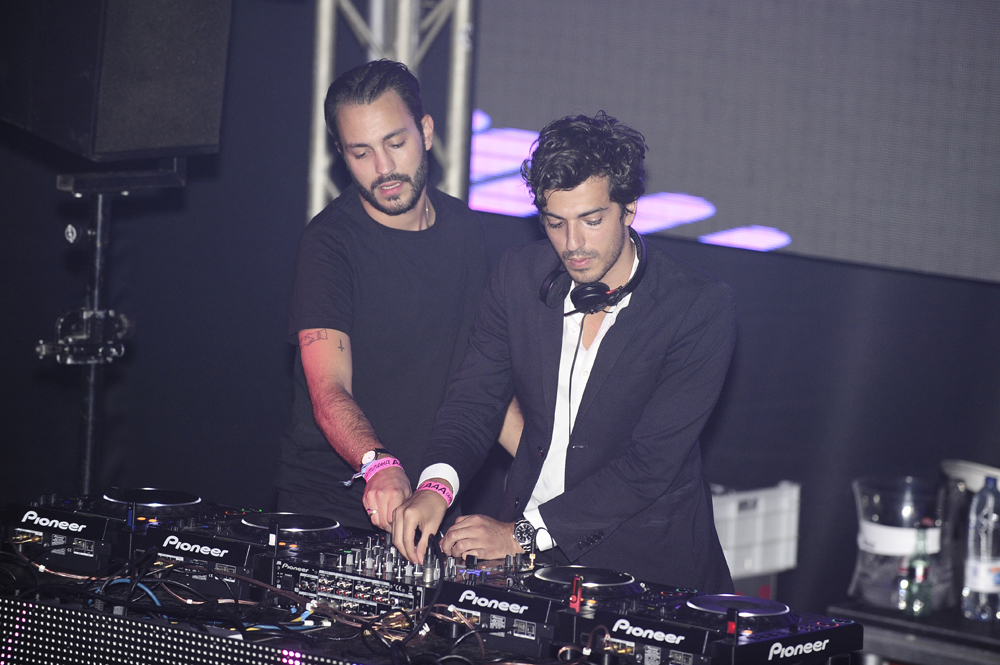
Brodinski (ліворуч) написав музичний супровід до Unbound.

У лютому 2020 року компанія Electronic Arts (EA) заявила, що розробкою наступної частини Need for Speed буде займатися їхня британська дочірня студія Criterion Games, яка замінила Ghost Games і розробила Hot Pursuit (2010) та Most Wanted (2012). Criterion почала працювати над проєктом на чолі із креативним директором Кіраном Криммінзом приблизно того ж року; Unbound стала першою грою майже за десятиліття, над якою студія працювала як провідний розробник. Даррен Вайт обіймав посаду художнього директора, а музичний продюсер Brodinski написав оригінальний саундтрек. Крім його композицій у грі звучать пісні багатьох інших виконавців, включно з A$AP Rocky, Charli XCX, Diplo і кількома українськими музикантами, як-от Kalush та Аліною Паш. A$AP Rocky також був запрошений до зображення ігрової версії самого себе, де він є лідером у режимі «Захоплення». Іен Нельсон і Елізабет Ґруллон озвучили персонажа гравця чоловічої та жіночої статі відповідно. У травні 2022 року EA повідомила про злиття Codemasters Cheshire із Criterion, що збільшило чисельність розробників проєкту.
Студія заявила, що розширила та переробила аспекти ігрового процесу з минулих частин серії, включно із системою поліцейських переслідувань й механікою водіння, яка ґрунтується на новій системі фізики, що була описана як «надскладна фізична симуляція». Команда побудувала «імерсивно наративну» структуру для сюжетної кампанії та прагнула створити повноцінних персонажів із власними сюжетними лініями й особистостями. Criterion також приділила увагу побудові «вуличного [та] урбаністичного» візуального стилю, що виник з обговорень про створення трендів і бунтарство — двох головних тем Need for Speed, на думку розробників. Криммінз сказав, що вони хотіли зробити стиль таким, щоби той «передавав майстерність […] дій [гравця …] не лише красиво, але й інтуїтивно та захопливо». Для втілення цієї мети розробники додали «теги» — ефекти водіння, натхненні стріт-артом, що з'являються на екрані, коли гравці виконують певні дії, як-от дрифт, прискорення тощо. Студія співпрацювала із численними художниками для створення різних стилів стріт-арту для гри, а також з брендом скейтбордингу та вуличного одягу Palace Skateboards для створення контенту видання Palace. Criterion використала технологію сел-шейдінга для рендерингу моделей персонажів. Unbound створена на основі ігрового рушія Frostbite та має підтримку HDR і технології масштабування зображення DLSS від Nvidia.
Повідомлення щодо анонсу проєкту та його певні деталі з'явилися в інтернеті незадовго до офіційного анонсу, який стався 6 жовтня 2022 року з випуском дебютного трейлера. Після анонсу розробники заявили про плани підтримувати гру безплатними оновленнями контенту. Того ж місяця і пізніше в листопаді було випущено кілька трейлерів ігрового процесу. Unbound була випущена 2 грудня для PlayStation 5, Windows та Xbox Series X/S; спочатку випуск планувався у 2021-му, проте дата була змінена через те, що Criterion деякий час допомагала DICE із розробкою Battlefield 2042. Гра стала доступною 29 листопада в сервісі за підпискою EA Play, з пробним 10-годинним доступом для звичайних підписників і необмеженим доступом до видання Palace для підписників EA Play Pro. Вона отримала стандартне видання з базовою грою і видання Palace, яке містить кілька спеціальних автомобілів та інші внутрішньоігрові предмети, як-от ефекти водіння та ексклюзивний одяг для персонажа. Передзамовлення будь-якого видання надавало доступ до кількох внутрішньоігрових предметів, включно з валютою для багатокористувацького режиму. У лютому 2024 року Criterion оголосила, що протягом року випустить чотири оновлення з новими режимами, подіями, змаганнями та іншим ігровим контентом.

## Сприйняття

### Оцінки й відгуки
| Агрегатор  | Платформа | Оцінка |
| ---------- | --------- | ------ |
| Metacritic |           |        |
| PS5        | 77/100    |        |
| Win        | 73/100    |        |
| XSXS       | 77/100    |        |
| OpenCritic |           |        |
| Н/Д        | 60 %      |        |

| Видання        | Платформа | Оцінка |
| -------------- | --------- | ------ |
| Digital Trends |           |        |
| PS5            | [ 12 ]    |        |
| Game Informer  |           |        |
| XSXS           | 8.5/10    |        |
| GameSpot       |           |        |
| Win            | 7/10      |        |
| GamesRadar+    |           |        |
| PS5            | [ 9 ]     |        |
| IGN            |           |        |
| XSXS           | 7/10      |        |
| PC Gamer (США) |           |        |
| Win            | 76/100    |        |
| Push Square    |           |        |
| PS5            | 8/10      |        |

Need for Speed Unbound отримала «загалом схвальні» відгуки версій для PlayStation 5 та Xbox Series X/S і «змішані або середні» відгуки версії для Windows за даними агрегатора рецензій Metacritic. Агрегатор OpenCritic позначив 60 % оглядів як такі, що рекомендують гру. Декілька оглядачів назвали Unbound найкращою грою в серії Need for Speed за довгий час, тоді як Філ Іванюк із PC Gamer написав: «Деякі продумані сміливі рішення як у механіці, так і у візуальному напрямі звеличують знайомі аркадні перегони над колишньою монотонністю NFS».
Деякі оглядачі неоднозначно поставилися до сюжетної історії. Стівен Тейлбі з Push Square написав, що вона є «дуже захопливою», а Річард Вейклінґ із GameSpot назвав її такою, що «досить легко забувається [… але] принаймні вона ненав'язлива». На думку Люка Рейлі з IGN, сюжет виявився «банальним коктейлем підліткової туги 2020-х років та філософування з TikTok», тоді як Іванюк із PC Gamer описав його як «безглуздий». Сюжетні діалоги були дещо розкритиковані, зокрема Браян Ши з Game Informer. Томас Францезе з Digital Trends описав їх «подекуди крінжовими», але похвалив «напрочуд сильний» наратив, тоді як Джастін Товелл із GamesRadar+, разом із саундтреком, схвально оцінив персонажів. Він описав сетинг як «порожній», на відміну від Францезе, який назвав його «чудовим».
Мартін Робінсон із Eurogamer похвалив «досить привабливий» відкритий світ, але розкритикував управління, штучний інтелект, автомобільні сутички та механіку дрифту. Ши з Game Informer схвально відгукнувся щодо випробувань та поліцейських переслідувань, які були «реалізовані ефективним чином». Вейклінґ із GameSpot висловив розчарування стосовно переслідувань та штучного інтелекту, але похвалив налаштування техніки водіння, які Тейлбі з Push Square назвавши найкращими у Need for Speed за довгий час. Тейлбі також похвалив різноманітні опції тюнінгу, але дещо розкритикував відкритий світ. Товелл із GamesRadar+ назвав переслідування «найвражаючою частиною» гри, а перегони «на диво складними» та «чудово збалансованими». Францезе з Digital Trends позитивно оцінив автомобілі та опції тюнінгу. Він написав, що хоча події в Unbound «спочатку вносять різноманітність до [проходження]», зрештою ігровий процес стає одноманітним, включно з «неминучими» поліцейськими переслідуваннями після перегонів. Оуен С. Гуд із Polygon позитивно відреагував на перероблення економіки та прогресу і охарактерезував підхід Criterion до ігрового процесу як «менше — краще», що, на його думку, добре позначилося на темпі гри. Водночас він дещо розкритикував управління. На думку критиків, багатокористувацький режим виявився найслабшою стороною Unbound, тоді як Рейлі з IGN назвав його «урізаним і незакінченим».
Ши з Game Informer написав, що художній дизайн Unbound робить її однією з найстильніших гоночних ігор, і похвалив суміш стилів, які «працюють у тандемі, створюючи освіжаюче злиття». Вейклінґ із GameSpot похвалив дизайн, назвавши його стилізованим поєднанням реальності та коміксів. Товелл із GamesRadar+ описав дизайн як «сміливий», проте зазначив, що той «не йде ва-банк, [а] створює дивну мішанину візуальних стилів». Рейлі з IGN написав, що «захоплюється прагненням Criterion випробувати щось, що відрізняє Need for Speed від конкурентів» стосовно художнього дизайну, але сприйняв його неоднозначно через суміш фотореалістичних автомобілів із «мультяшними» персонажами та ефектами, і розкритикував дизайн передмістя, назвавши його «доволі типовим та незапам'ятним». Іванюк із PC Gamer написав, що «драматична» зміна візуального напряму призвела до того, що «Need for Speed вперше виглядає так, як вона [грається]», вважаючи це «великим успіхом». Францезе з Digital Trends зазначив, що гра «досягає успіху в плані подання», із чим погодився Тейлбі з Push Square, який також похвалив графіку й написав, що Unbound має «справді унікальне почуття стилю [… і] привносить настільки необхідні індивідуальність та колорит у серію», хоча розкритикував дизайн деяких персонажів. Гуд із Polygon описав візуальний стиль як «неортодоксальний» та «солідний». Водночас Робінсон із Eurogamer зауважив, що грі бракує «простої елегантності в дизайні».

### Продажі
Unbound посіла 17-те місце серед найпродаваніших ігор у Великій Британії в тиждень випуску. Продажі гри виявилися на 64 % нижче в порівнянні з попередньою грою Need for Speed Heat. Вона була четвертою і восьмою за кількістю завантажень грою для Play Station 5 у Європі та Північній Америці в грудні 2022 року; гра опустилася на сьоме й одинадцяте місце в січні 2023-го, та одинадцяте й тринадцяте місце в лютому в цих же регіонах відповідно.